# 라틴아메리카·카리브 국가 공동체
라틴아메리카·카리브 국가공동체(스페인어: Comunidad de Estados Latinoamericanos y Caribeños, CELAC; 영어: Community of Latin American and Caribbean States; 포르투갈어: Comunidade de Estados Latino-Americanos e Caribenhos; 프랑스어: Communauté des États Latino-Américains et Caribéens; 네덜란드어: Gemeenschap van Latijns-Amerikaanse en Caraïbische Staten), 흔히 중남미 국가공동체는 중남미(라틴 아메리카와 카리브) 국가들이 2010년 2월 23일 리우 회담-카리브 공동체 연합 회의, 2011년 12월 3일 베네수엘라 카르카스에서 카르카스 선언과 함께 설립된 단체이다. 아메리카 대륙의 33개국이 참여하고 있으며, 이들은 아메리카 대륙의 6억 인구를 대표한다. 이 기구가 라틴 아메리카와 카리브 국가들의 기구라는 점에 초점을 맞추고 있기 때문에 프랑스, 네덜란드, 덴마크, 영국의 해외 영토를 비롯하여 미국과 캐나다를 포함하지 않았으며 스페인, 포르투갈도 참여시키지 않았다.
라틴아메리카·카리브 국가 공동체는 라틴 아메리카의 더 심도 있는 통합을 위한 수 년간의 노력의 예시 중 하나이다. 라틴아메리카·카리브 국가 공동체는 라틴 아메리카 통합에 박차를 가하고 라틴아메리카의 정치와 경제에서 미국의 영향력을 배제하고자 창설되었다. 이 기구는 원래 소련의 잠재적 영향력을 막기 위해 라틴아메리카 21개국과 미국 및 캐나다에 의해 창설된 미주 기구의 대체 기구로 여겨지고 있다.
라틴아메리카·카리브 국가 공동체는 리우 회담과 "통합 및 발전을 위한 라틴 아메리카 및 카리브 해 회담"의 계승자로 여겨지고 있다. 2010년 7월 라틴아메리카·카리브 국가 공동체는 베네수엘라 대통령 우고 차베스와 칠레 대통령 세바스티안 피녜라를 공동 의장으로 선출했다.
2023년 6월 CELAC는 푸에르토리코 섬의 라틴 아메리카 및 카리브해 특성을 인식하고 "유엔 총회가 푸에르토리코 문제를 전체 및 모든 측면에서 검토하고 이 문제에 대해 조속히 판결할 것을 촉구합니다. 가능한 한"..

## 가입국
CELAC는 5개의 언어(스페인어, 영어, 포르투갈어, 프랑스어, 네덜란드어)를 사용하는 33개 나라로 구성되어 있다.
18개 나라가 스페인어를 공용어로 사용한다. 이들 나라는 전체 면적의 56%, 전체 인구의 63%를 차지한다.
- 아르헨티나
- 볼리비아
- 칠레
- 콜롬비아
- 코스타리카
- 쿠바
- 도미니카 공화국
- 에콰도르
- 엘살바도르
- 과테말라
- 온두라스
- 멕시코
- 니카라과
- 파나마
- 파라과이
- 페루
- 우루과이
- 베네수엘라

12개 나라가 영어를 공용어로 사용한다. 이들 나라는 전체 면적의 1.3%, 전체 인구의 1.1%를 차지한다.
- 앤티가 바부다
- 바하마
- 바베이도스
- 벨리즈
- 도미니카 연방
- 그레나다
- 가이아나
- 자메이카
- 세인트루시아
- 세인트키츠 네비스
- 트리니다드 토바고
- 세인트빈센트 그레나딘

1개 나라가 포르투갈어를 공용어로 사용한다. 이들 나라는 전체 면적의 42%, 전체 인구의 34%를 차지한다.
- 브라질

1개 나라가 프랑스어를 공용어로 사용한다. 이들 나라는 전체 면적의 0.1%, 전체 인구의 1.6%를 차지한다.
- 아이티

1개의 나라가 네덜란드어를 공용어로 사용한다. 전체 면적의 0.8%, 전체 인구의 0.1%를 차지한다.
- 수리남

12개 나라가 남아메리카에 위치하며 전체 면적의 87%, 전체 인구의 68%를 차지한다.

## 같이 보기
- 메르코수르
- 리우 그룹
- 아메리카 국가 기구
- 카리브 국가 연합
- 카리브 공동체